# Lanhouarneau
Lanhouarneau település Franciaországban, Finistère megyében. Lakosainak száma 1294 fő (2022. január 1.). Lanhouarneau Plouider, Plounéventer, Plounévez-Lochrist, Saint-Derrien, Saint-Méen és Saint-Vougay községekkel határos.

## Népesség
A település népességének változása:
| Lakosok száma | 1058 | 1032 | 959  | 1016 | 1291 | 1323 | 1308 | 1314 | 1317 | 1294 |
|               | 1968 | 1982 | 1990 | 2006 | 2013 | 2015 | 2017 | 2019 | 2020 | 2022 |